# Femminismo in Germania
Il femminismo in Germania come movimento moderno è cominciato durante il periodo che prende il nome di Guglielminismo (1888-1918), con singole donne e gruppi associati atti a favorire i diritti delle donne e fare pressioni su tutta una serie di istituzioni tradizionali, dalle università ai governi, con l'intento di far loro aprire le porte alle donne. 
Questo movimento culminò con la concessione del suffragio femminile nel 1919. Ondate successive di attivismo femminista spinse a far ampliare i propri diritti.

## Dal Medioevo all'inizio dell'era moderna
Il femminismo in Germania ha le sue prime radici nella vita delle donne che hanno sfidato i ruoli di genere tradizionali già nel periodo del Medioevo. Dall'epoca altomedievale e continuando fino a tutto il XVIII secolo la storia del diritto germanico assegnò alle donne una posizione subordinata e dipendente rispetto agli uomini.
La legge salica, da cui si sarebbero basate tutte le successive legislazioni tedesche, poneva le donne in condizioni di svantaggio per quanto riguardava i diritti di proprietà e di successione. Alle vedove veniva richiesta la presenza di un tutore di sesso maschile che le potesse rappresentare in tribunale. 
A differenza del diritto anglosassone (common law) o del codice visigoto la legge salica impediva alle donne la successione reale. 
Lo status sociale si basava sui ruoli militari e biologici, una realtà dimostrata nei rituali connessi con i neonati, per cui ai neonati di sesso femminile veniva dato un valore minore rispetto a quelli di sesso maschile. L'uso della forza fisica e della violenza domestica contro le mogli è stato condonato fino al XVIII secolo nel diritto bavarese.
Alcune donne dotate di mezzi propri riuscirono a far affermare la loro influenza durante il Medioevo, di solito negli ambienti di corte o nei conventi. Ildegarda di Bingen, Gertrude di Helfta, Elisabetta di Baviera (1478-1504), e Argula von Stauff sono tra le donne che hanno perseguito realizzazioni indipendenti in campi diversi come la medicina, la composizione musicale, la scrittura religiosa, il governo e la politica militare.

## Illuminismo e inizio del XIX secolo
Il riconoscimento giuridico dei diritti delle donne in Germania è avvenuto più lentamente che in altri paesi come l'Inghilterra, la Francia, gli Stati Uniti d'America o il Canada. L'uguaglianza sociale nei diritti dei genitori in base al diritto tedesco non giunge fino all'epoca della Repubblica Federale di Germania in pieno XX secolo; il codice civile tedesco (Bürgerliches Gesetzbuch) introdotto nel 1900 aveva lasciato la legge inalterata rispetto alla materia, basandosi proprio sui Allgemeines Landrecht del 1794.
Anche i diritti di proprietà sono cambiati molto lentamente. Nel corso del tardo XIX secolo le donne sposate ancora non avevano alcun diritto di proprietà e necessitavano i un tutore di sesso maschile per l'amministrazione dei propri beni (eccezioni sono state fatte per casi che coinvolgevano carcerati o mariti assenti). 
Qualsiasi donna che avesse ereditato un'azienda artigianale aveva una certa libertà, in pratica, di gestire l'attività, ma non era permesso loro di partecipare alle riunioni di gilda e dovevano per forza mandare un maschio per rappresentarne gli interessi. La tradizione imponeva che "lo Stato riconosce un cittadino, ma non un borghese".
Con l'Illuminismo si portò per la prima volta alla luce una coscienza del pensiero femminista in Inghilterra e in Francia; la maggior parte di queste influenze si possono già notare nelle opere di Mary Wollstonecraft. 
Questo è stato uno sviluppo precipuo nelle regioni di lingua tedesca. Dove almeno le donne di classe superiore venivano alfabetizzate in Inghilterra e Francia, a volte diventando scrittrici prolifiche di opere femministe, una rete solidale di scrittrici femministe e attiviste è invece emersa molto lentamente in quella che sarebbe diventata la Germania moderna.
Molte ragioni sono state considerate come aventi un'incidenza su questo ritardo, dalle varie regioni suddivise in mille staterelli, alla mancanza di un'unica capitale, alla lenta diffusione del romanzo e delle altre forme letterarie nelle zone di lingua tedesca. 
Le donne con un qualche talento letterario avevano più probabilità di lavorare in relativo isolamento, ma hanno lasciato un'eredità di lettere e memorie le quali si sono guadagnate nuova popolarità attraverso la tendenza nostalgica del Kulturgeschichte (storia culturale) nei primi decenni del XX secolo.
Le prime idee femministe cominciarono a diffondersi ed alcune donne radicali si misero in primo piano, senza peli sulla lingua, per promuovere la causa dei diritti delle donne. Sophie Mereau lanciò l'almanacco delle donne (Almanach für Frauen) nel 1784. 
Il femminismo come movimento cominciò ad emergere e guadagnare terreno verso la fine del XIX secolo, anche se ancora non aveva una forte spinta nel far estendere il suffragio anche alle donne tedesche. Alcune donne che lavoravano per i loro diritti si trovavano in realtà in una posizione la quale, invece di estendere il voto alle donne, fece nascere la preoccupazione in molti tedeschi a cavallo del XX secolo che la concessione del voto alle donne potesse tradursi in più voti per il socialismo.

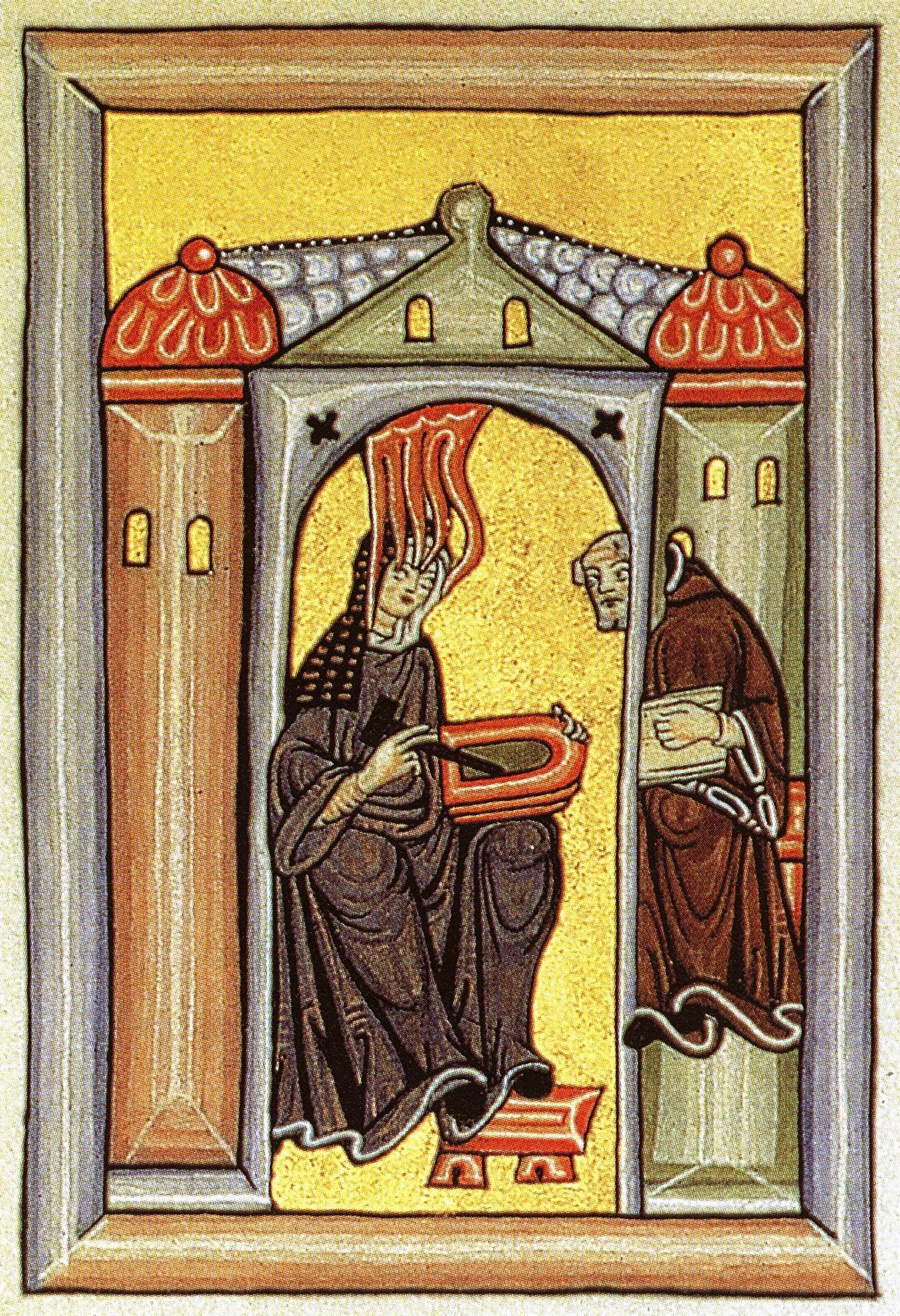
Ildegarda di Bingen, scrittrice, erudita religiosa e medico medievale.
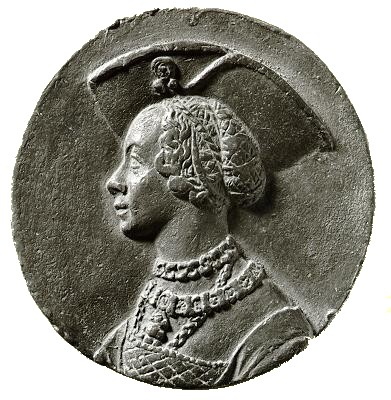
Argula von Stauff, figura del movimento per la Riforma protestante.
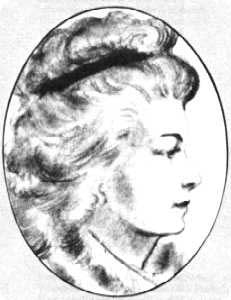
Sophie Mereau, scrittrice durante l'Illuminismo.

## Germania guglielmina
Il processo di unificazione della Germania dopo il 1871 è stato fortemente dominato dagli uomini i quali dettero le loro priorità ai temi e relativi problemi che interessavano più ai maschi, come l'ideale della "Patria" (Heimat) e del valore militare. Tuttavia le donne diventarono col tempo molto meglio organizzate, con le donne della classe media che si iscrivevano al Bund Deutscher Frauenvereine (Unione delle organizzazioni femministe tedesche, BDF). 
Fondato nel 1894 è cresciuto fino ad includere 137 gruppi separati di donne dal 1907 fino al 1933, quando il regime della Germania nazista non ne sciolse l'organizzazione.
Il BDF ha dato una direzione nazionale alla proliferazione di associazioni femminili che erano nate dal 1860 in poi. Fin dall'inizio si dimostrò essere un'organizzazione borghese, con i suoi membri che lavoravano verso una parità con gli uomini in settori quali l'istruzione, le opportunità finanziarie e la vita politica. Le donne della classe operaia non erano le benvenute; queste ultime sono state organizzate inizialmente dai socialisti.
Organizzazioni formali per promuovere i diritti delle donne sono cresciute di numero durante il periodo dell'impero tedesco guglielmino; le femministe tedesche allacciarono così una rete con le femministe degli altri paesi e parteciparono alla crescita delle organizzazioni internazionali. Marie Stritt era attiva come leader femminista non solamente all'interno della Germania ma anche attraverso l'International Alliance of Women (IWSA).
Stritt ebbe modo di incontrare femministe radicali come Anita Augspurg (primo laureato donna in un'università della Germania) e Minna Cauer, diventata una sostenitrice della Women's Legal Aid Society. 
Tra gli obbiettivi da perseguire di Stritt erano inclusi anche il suffragio femminile, la possibilità di accesso all'istruzione superiore, la fine della prostituzione regolata dallo Stato, il libero accesso alla contraccezione e all'aborto e le riforme legislative in ambito di divorzio.
Stritt divenne attiva come membro e leader di molte organizzazioni femministe tedesche durante la fine del XIX secolo e l'inizio del XX tra cui la League for the Protection of Motherhood and Social Reform e la Federation of German Women's Associations (FGWA). 
La FGWA era stata moderata nelle sue posizioni fino al 1902, per poi lanciare una campagna per la riforma del codice di diritto civile, che non riuscì però a portare sostanziali cambiamenti.
Stritt si è trovata ad essere sul bordo radicale del movimento femminista tedesco, guidando l'Associazione tedesca per il suffragio delle donne dal 1911 fino a quando non si sciolse nel 1919, dopo aver raggiunto l'obiettivo del suffragio femminile nel novembre dello stesso anno.

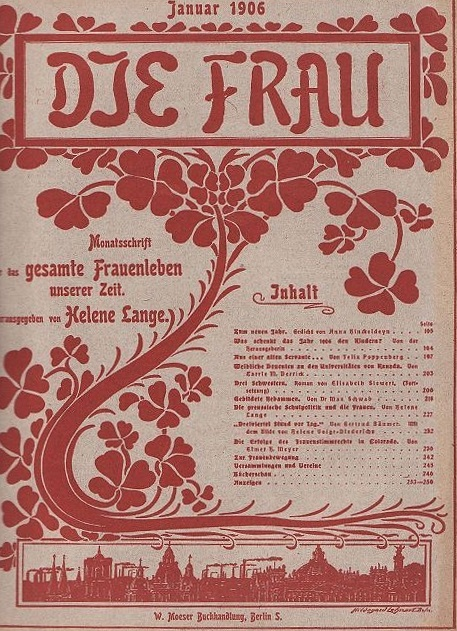
Die Frau periodico, gennaio 1906, pubblicato dall'"organizzazione ombrello" femminista Bund Deutscher Frauenvereine (BDF).
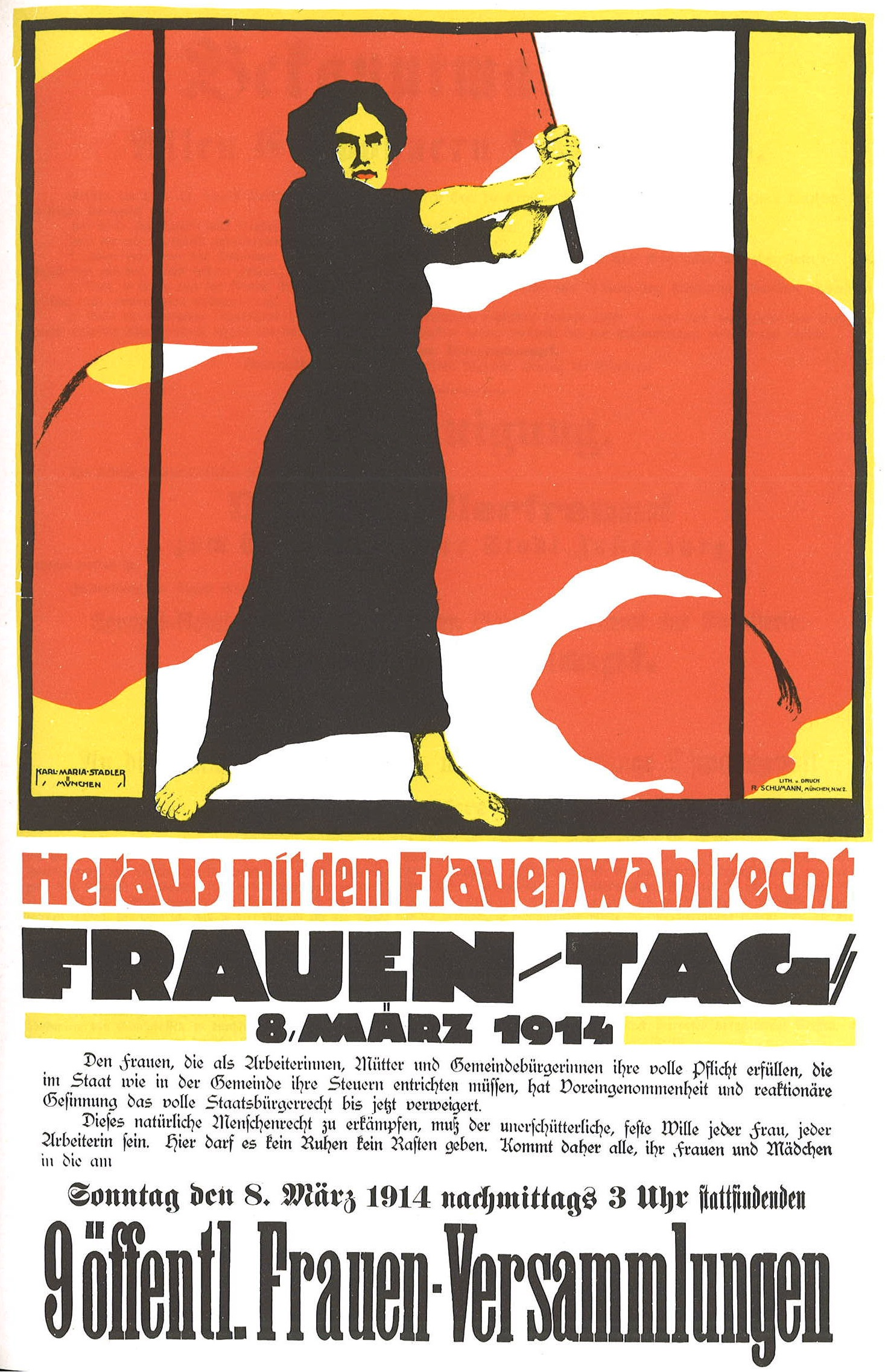
Poster della Giornata internazionale della donna, 8 marzo 1914. Rivendicazione del diritto di voto per le donne.
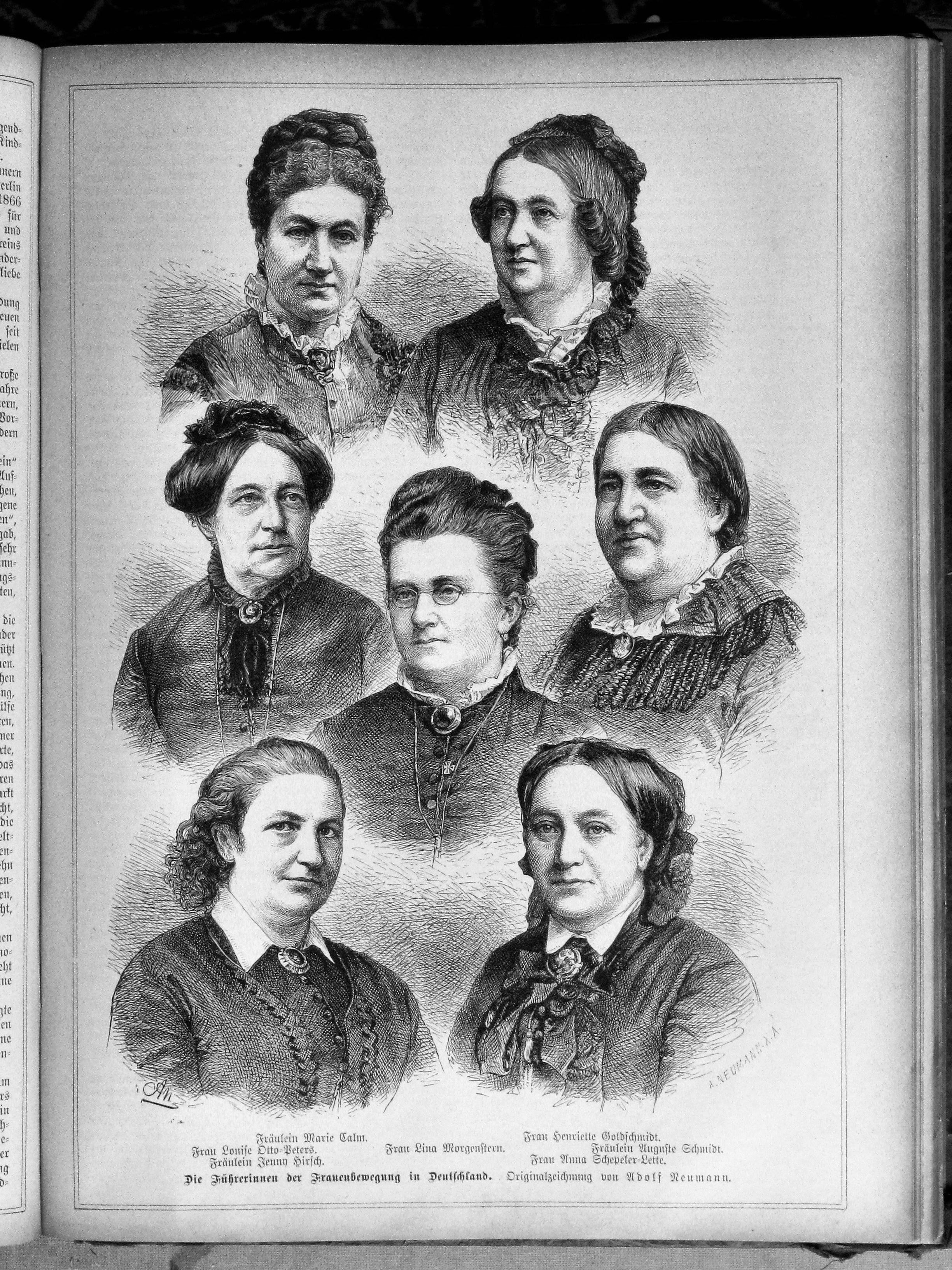
Un illustrazione del 1883 di diverse femministe di spicco, tra cui Marie Calm, Luise Otto-Peters, Jenny Hirsch, Lina Morgenstern, Henriette Goldschmidt, Auguste Schmidt e Anna Schepeler-Lette.
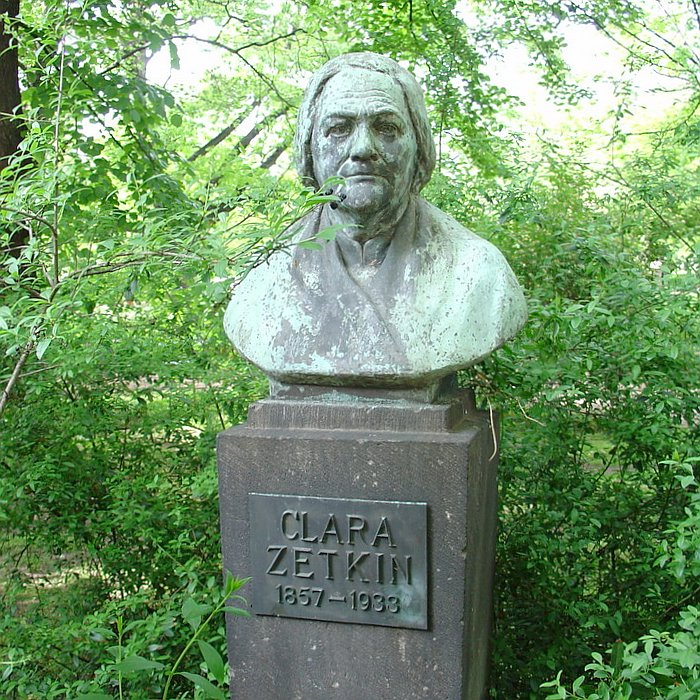
Un busto di Clara Zetkin a Dresda. Zetkin fu un membro del Reichstag e cofondatrice della Giornata internazionale della donna.

Le femministe socialiste erano invece più attive nella promozione dei diritti delle donne della classe operaia. Organizzazioni socialdemocratche, comuniste e sociali hanno avuto membri femministi, che hanno promosso nel corso del tempo i diritti delle donne con alterne fortune. 
Durante l'ascesa repentina del nazionalsocialismo negli anni dell'immediato primo dopoguerra, un'organizzazione fascista che era anche visceralmente intrisa di antifemminismo era la Deutschnationale Handlungsgehilfen-Verband (DHV) la quale promuoveva gli interessi della classe mercantile.
Vi erano poche opportunità per le femministe della classe operaia mentre le femministe delle classi media e superiore si misero a lavorare assieme. L'espansione dell'economia industriale della Germania durante gli anni '90 del XIX secolo e fino allo scoppio della prima guerra mondiale aveva introdotto un numero sempre maggiore di donne nel mondo del lavoro. Tuttavia la collaborazione tra le varie classi sociali rimase al momento irrealizzabile.
L'emancipazione delle donne è stata raggiunta nonostante le pressioni esercitate dalla Lega tedesca per la prevenzione dell'emancipazione femminile, che contava diverse centinaia di sostenitori e che cominciò ad essere attiva a partire dal 1912 fino al 1920 quando si sciolse. 
Il forte sentimento antifemminista presente in molti tedeschi riflette una varietà di argomenti portati a sostegno delle tesi contro l'emancipazione femminile.
Gli argomenti contro l'emancipazione delle donne varia ma spesso include i sentimenti per quanto riguarda l'inferiorità delle donne e il loro senso sottomissione agli uomini come determinato da Dio o dalla natura. Più frequentemente e, a volte in aggiunta, hanno incluso anche gli oneri che un cambiamento di posizione della donna nella società sarebbe stato moralmente sbagliato, contro la tradizione, ed avrebbe innescato un declino dell'importanza della famiglia. 
Tali argomenti a volte emersero come giustificazioni protettive e paternalistiche, per esempio, il desiderio di escludere le donne dalla sfera pubblica.
La scrittrice Hedwig Dohm ha dato qualche impulso al movimento femminista in Germania con i suoi scritti durante la fine del XIX secolo, con la sua tesi secondo cui i ruoli delle donne sono stati creati dalla società piuttosto che essere un imperativo biologico. Durante questo periodo, una più ampia gamma di scritti femministi provenienti da altre lingue venivano tradotti in tedesco, approfondendo ulteriormente il discorso femminista per le donne tedesche.

### Accesso all'educazione
In Sex in Education, Or, A Fair Chance for Girls (1873) l'educatore Edward H. Clarke nelle sue ricerche sugli standard d'istruzione in Germania rilevò che a partire dal 1870 l'educazione formale per la classe media e superiore femminile era quasi la norma nelle grandi città, anche se si concludevano al momento della comparsa del menarca, il che in genere avveniva quando una ragazza aveva tra i 15 e i 16 anni.
Dopo la sua formazione avrebbe anche potuto continuare a casa in forma privata con un tutore o anche attraverso lezioni occasionali. Clark concluse che "Evidentemente l'idea che l'educazione di un ragazzo e la formazione di una ragazza dovrebbero essere uguali, e con gli stessi mezzi del ragazzo, non ha ancora penetrato la mente tedesca. Qui non si è ancora evoluta l'idea della formazione identica dei sessi".
L'istruzione per le ragazze contadine non era formale e per lo più imparavano l'agricoltura e le attività di manodopera e delle faccende domestiche direttamente dai genitori; questo le preparava per una vita di duro lavoro in qualche fabbrica o azienda. 
Durante una sua visita in Germania Clark osservò che "Le contadine tedesche e le donne lavorano nei campi e in qualche negozio con e come gli uomini. Nessuno che abbia visto la loro robustezza e le braccia muscolose può mettere in dubbio la forza con cui esse esercitano il lavoro con la zappa e l'ascia. Una volta ho visto, per le strade di Coblenza, una donna e un asino aggiogati allo stesso carro, mentre un uomo, con una frusta in mano, ha guidato la squadra. Gli astanti non sembravano considerare il gruppo in movimento come se fosse uno spettacolo insolito".
Le giovani donne della classe media e superiore iniziarono a fare pressione sulle loro famiglie fino a che le università consentirono loro l'accesso all'istruzione superiore. Anita Augspurg, la prima donna laureata in un'università tedesca. si laureò in legge presso l'università di Zurigo in Svizzera. 
Diverse altre donne tedesche, in grado di ottenere l'ammissione alle università, andavano spesso proprio a Zurigo per poter proseguire la propria istruzione.
Infine, nel 1909, le università dell'impero tedesco permisero alle donne di ottenere il certificato di ammissione, ma le donne - sebbene laureate - ancora non furono in grado di praticare la loro professione, rimanendo del tutto escluse dalla pratica privata e dai posti amministrativi pubblici così come quelli avvocatizzi. 
La prima agenzia di aiuto legale per le donne fu istituita tramite Marie Stritt nel 1894. Ancora nel 1914 vi erano ben 97 di queste agenzie di assistenza legale, con qualcuna di esse che impiegava le donne laureate.

## Germania di Weimar
A seguito dell'emancipazione femminile i diritti delle donne realizzati aumentarono significativamente in Germania durante il periodo della Repubblica di Weimar. 
La Costituzione di Weimar datata 1919 dichiarò l'uguaglianza sociale in materia d'istruzione per i due sessi, pari opportunità nelle nomine di servizio civile e parità di retribuzione nelle professioni.
Questi cambiamenti messi in atto mise la Germania nel gruppo dei paesi più avanzati in termini di diritti legali concessi alle donne; la Cecoslovacchia, l'Islanda, la Lituania e l'Unione Sovietica avevano anch'essi promosso la caduta della distinzione tra i sessi nelle professioni, mentre paesi come la Francia, il Belgio, i Paesi Bassi, l'Italia e la Norvegia mantennero alcune restrizioni alle professioni per le donne durante il periodo tra le due guerre.
Il Reichstag ebbe 32 donne deputato nel 1926 (il 6,7% del totale) dando in tal modo una rappresentanza femminile a livello nazionale superiore rispetto a quella di paesi come la Gran Bretagna (2,1% della Camera dei comuni) o degli stessi Stati Uniti d'America (1,1% della Camera dei rappresentanti; questo numero salì fino a 35 donne deputati nel 1933, alla vigilia della dittatura nazista, quando la Gran Bretagna aveva ancora solo 15 donne iscritte alla Camera.
Il "gruppo ombrello" delle organizzazioni femministe, il Bund Deutscher Frauenvereine (BDF) rimase la forza dominante all'interno del femminismo tedesco durante tutto il periodo tra le due guerre.
Contava all'incrca 30.000 membri all'inizio della prima guerra mondiale, in crescita fino ad oltre 900.000 nel corso degli anni '20; è stato fatto notare tuttavia che le appartenenti alla classe media erano tutt'altro che radicali e promossero "luoghi comuni" e "responsabilità materne borghesi".
Altri gruppi femministi furono organizzati intorno alle fedi religiose e vi sono state molte cattoliche, protestanti e gruppi femministi ebraici. 

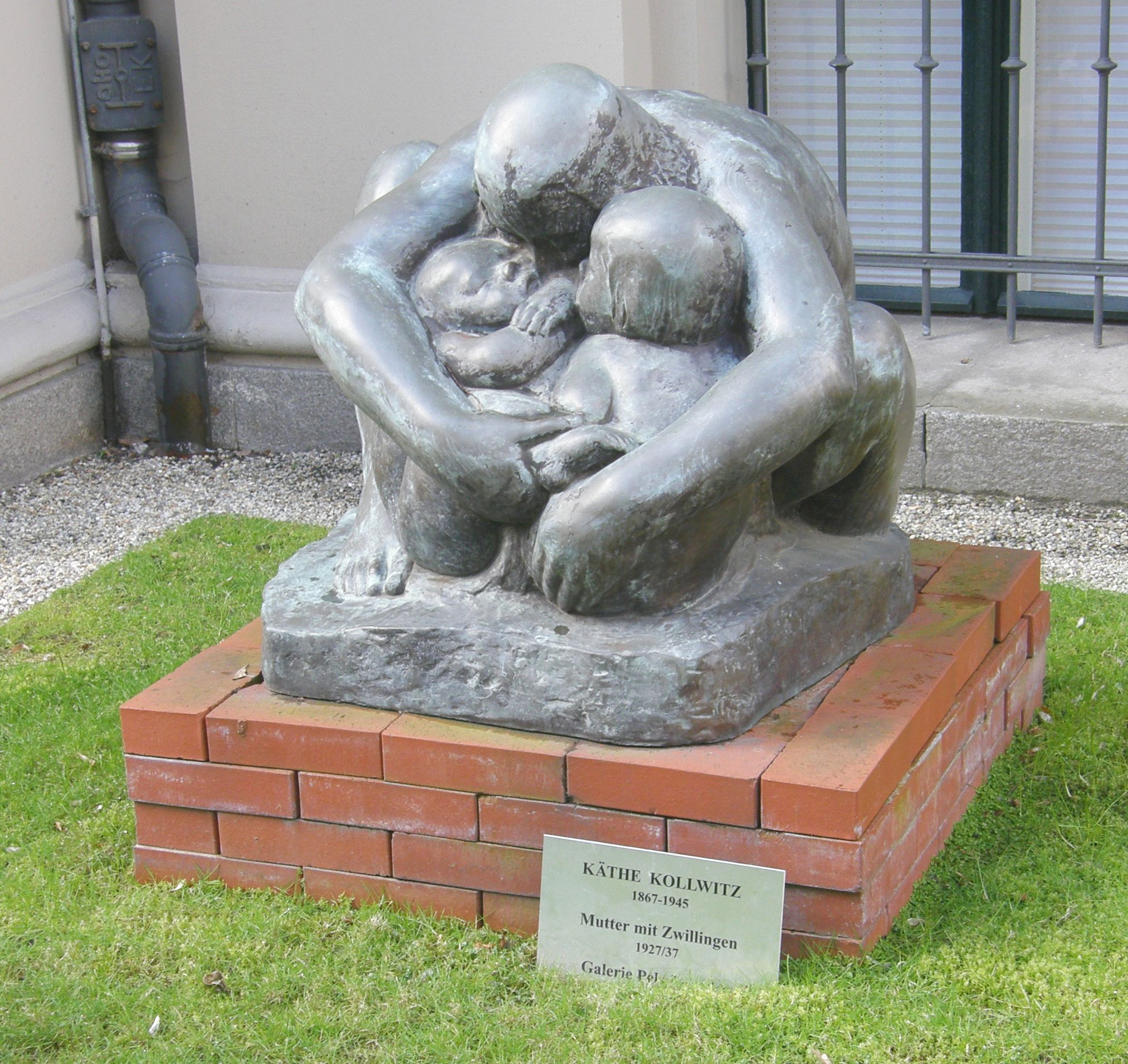
Mother and Twins (1927/37) della scultrice Käthe Kollwitz affiliata all'Espressionismo.
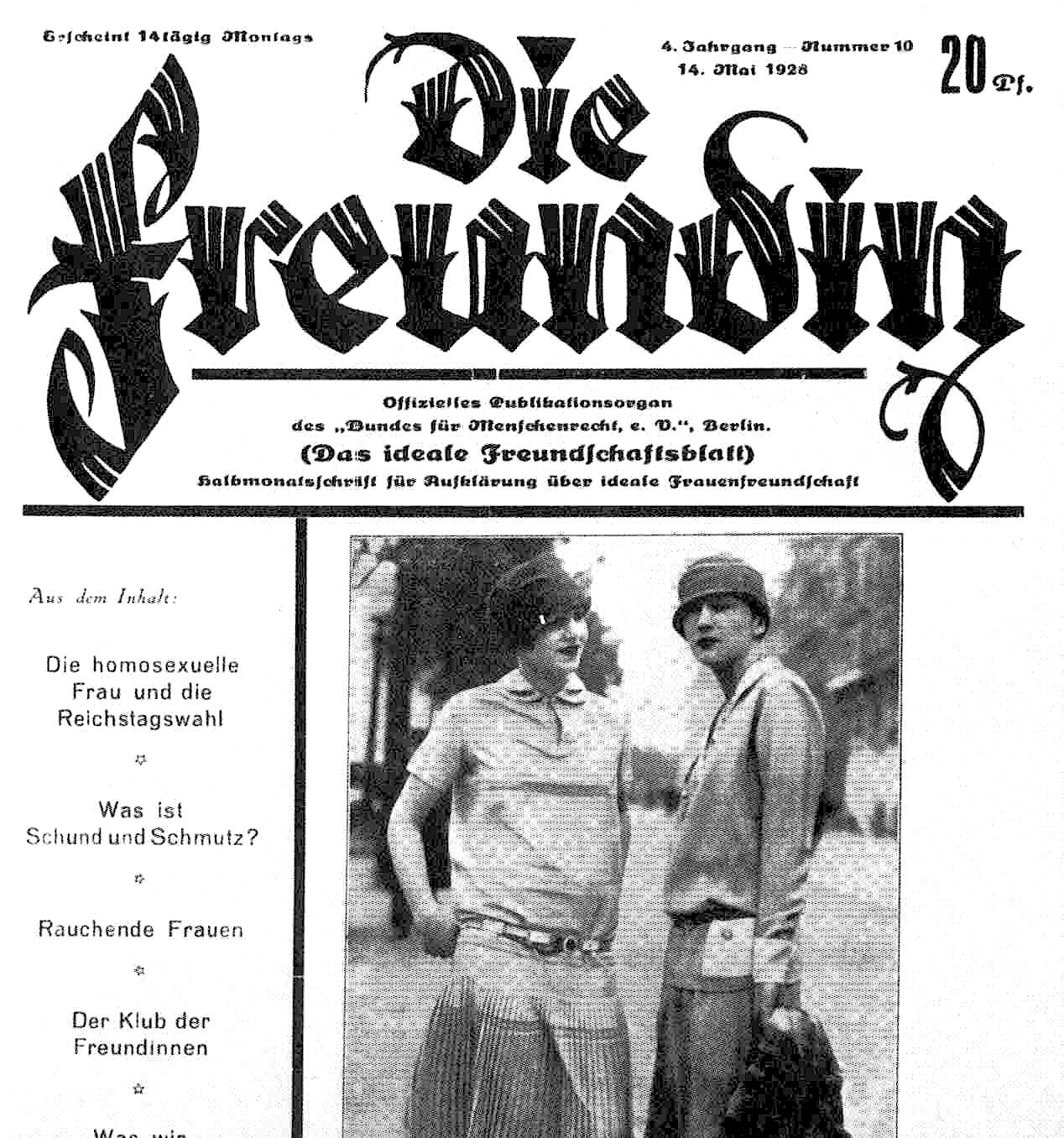
La copertina del periodico rivolto ad un pubblico di lesbiche Die Freundin, 1928.
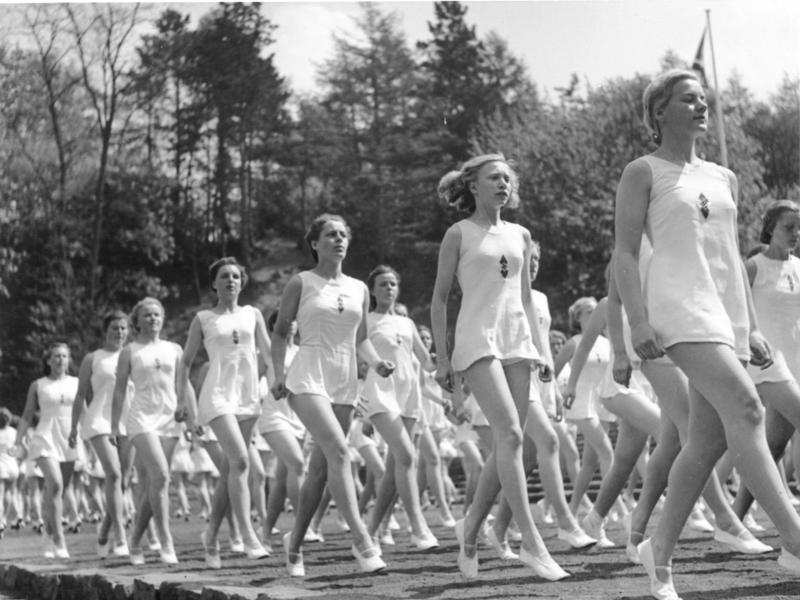
La Lega delle ragazze tedesche (Bund Deutscher Mädel o BDM) eseguono esercizi di ginnastica, 1941.
Donne che lavano una strada pubblica di Berlino con un idrante di acqua fredda, luglio 1945.

L'epoca liberale derivante dalla cultura di Weimar fu caratterizzata da una frammentazione politica sempre più evidente. Insieme con il caos economico presente negli anni fra le due guerre la cultura di Weimar nella sua generalità subì anche un certo grado di caos sociale, che venne sperimentato nella capitale Berlino in particolare. Vedova di guerra prive dei loro figli caduti durante il conflitto dovettero lottare per potersi guadagnare da vivere in una città dove la fame, la disoccupazione e la criminalità erano fenomeni dilaganti.
Allo stesso tempo una certa liberazione dei costumi sociali fece sì che le donne ebbero una libertà sociale che non avevano ancora mai vissuto fino a quel momento. Socialisti e comunisti in particolare divennero aperti fautori delle istanze femministe, chiedendo un libero accesso alla contraccezione e all'aborto, affermando "Il tuo corpo ti appartiene!"

## Germania nazista
Gli storici hanno dedicato una particolare attenzione agli sforzi da parte della Germania nazista per invertire le conquiste acquisite dalle donne prima del 1933. Sembra che il ruolo delle donne durante in nazismo cambiasse a seconda delle circostanze; in teoria i nazisti credevano che le donne dovessero rimanere asservite agli uomini, evitare qualsiasi forma di carriera pubblica, dedicandosi invece esclusivamente alla maternità e all'educazione dei figli, ed infine essere una compagna fedele del padre dominante nella famiglia tradizionale.
Tuttavia prima del 1933 le donne ebbero a svolgere un ruolo importante nell'organizzazione nazista e fu permessa loro una certa autonomia nel mobilitare altre donne. Dopo che Adolf Hitler salì al potere nel 1933 le donne attiviste vennero sostituite da donne burocrati che non mancavano di sottolineare le virtù femminili, il matrimonio e il parto.
Poiché la Germania si stava preparando per la guerra, un gran numero di manodopera femminile venne incorporato nel settore pubblico e con la necessità di una piena mobilitazione delle fabbriche a partire dal 1943, tutte le donne abili erano tenute a registrarsi presso l'ufficio di collocamento. I salari femminili rimasero ineguali rispetto a quelli maschili e alle donne fu negata qualsiasi posizione di leadership o di controllo.
Nel 1934 Hitler proclamò: "il mondo [della donna] è suo marito, la sua famiglia, i suoi figli, la sua casa", mentre la più alta vocazione femminile, secondo la propaganda nella Germania nazista, doveva rimanere la maternità. 
Le leggi che avevano fino ad allora protetto i diritti delle donne furono abrogate e sostituite da nuove legislazioni introdotte per limitare il mondo delle donne alla casa e nel loro ruolo i mogli e madri.
Alle donne venne impedito qualsiasi accesso a posizioni di governo e alle alte cariche educative. I gruppi che propugnavano i diritti delle donne, come ad esempio il moderato BDF, furono sciolti e sostituiti con nuovi gruppi sociali che rafforzavano i valori nazisti, il tutto sotto la direzione del Partito e del comandante per gli affari femminili, la Reichsfrauenführerin Gertrud Scholtz-Klink.
Nel corso del biennio 1944-45 più di mezzo milione di donne volontarie si ritrovarono in uniforme da ausiliarie nelle forze armate tedesche della Wehrmacht. Circa lo stesso numero servì nella difesa aerea civile, 400.000 volontarie furono infermiere e molte altre sostituirono gli uomini andati al fronte nell'economia di guerra. 
Nella Luftwaffe servirono in ruoli di combattimento che aiutavano a gestire i sistemi antiaerei che dovevano sparare contro i bombardieri alleati.

## Germania Ovest, Germania Est

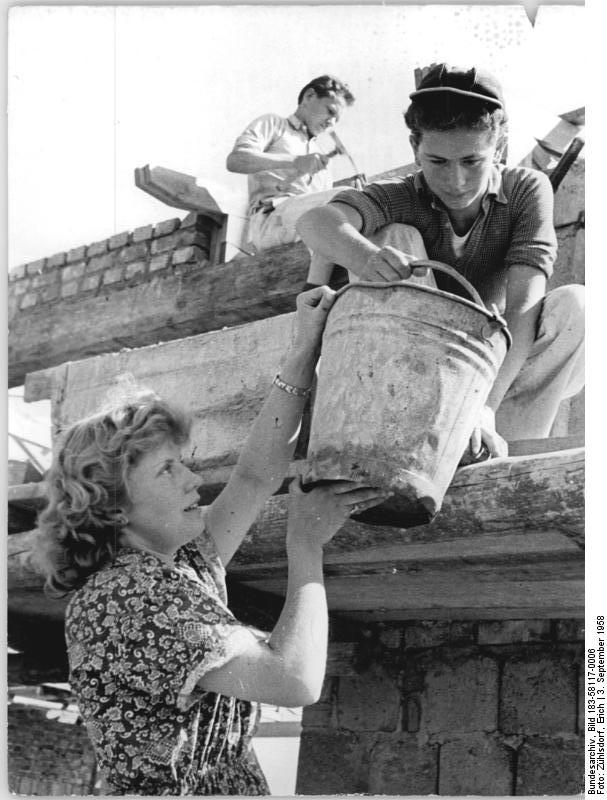
Donne al lavoro nella Repubblica Democratica Tedesca (Germania Est), 1958.

La vita politica nella Repubblica Federale di Germania durante l'immediato periodo post-guerra era di carattere conservatore: "le élite politiche sono state dominati in primo luogo dall'Unione Cristiano-Democratica di Germania  (CDU), con un impegno incentrato tutto sulla crescita economica e la proposta di sostegno degli interessi delle imprese già costituite e di varie élite locali; lo stesso si verificò anche ultimamente da parte del Partito Socialdemocratico di Germania (SPD) con la sua base tradizionale, nelle organizzazioni dei lavoratori a prevalenza maschile".
I cambiamenti demografici derivanti dalla seconda guerra mondiale fecero sì che le donne rappresentassero una percentuale maggiore degli elettori per diversi decenni, ma questo non produsse una rappresentanza significativa femminile nel governo: nel 1987 le donne erano ancora solo il 10% dei parlamentari. Le donne avevano una minore istruzione ed avevano quindi una minore probabilità di essere impiegate, sia nelle professioni private sia nel settore de servizi.
Eppure dopo che la Repubblica Federale iniziò a fare i primi progressi nel suo recupero dai postumi della guerra, le questioni femministe iniziarono ad essere all'ordine del giorno giungendo alla superficie della coscienza pubblica. 
Scrittrici femministe come Betty Friedan vennero tradotte in lingua tedesca ed una nuova generazione di femministe cominciarono opere di agitazione per chiedere un cambiamento sociale.
La disillusione arrivata con i partiti politici tradizionali, ma anche a seguito dell'attivismo marxista, portarono alla crescita della sinistra radicale nel corso degli anni '70, tra cui i gruppi militanti. Rote Zora fu un gruppo terroristico antipatriarcale; mentre effettuarono secondo le stime almeno 45 attentati e attacchi incendiari tra il 1974 e il 1995, riuscirono a realizzare ben poco.
Uno sviluppo interno alla sinistra politica ebbe un impatto più duraturo e fu la creazione del Partito verde nel 1980, l'attuale Alleanza 90/I Verdi; le femministe spinsero i Verdi ad includere nel proprio programma la riforma dell'aborto come "impegno senza riserve del partito", e come sempre più femministe fecero parte della direzione del partito, i dritti delle donne furono portati alla ribalta dell'attenzione pubblica nella metà degli anni '80. 
La più nota femminista della Germania Ovest, la "mediagenic" Alice Schwarzer fondò la rivista femminista popolare EMMA nel 1977, rimanendovi come editore in de facto.
Il socialismo di Stato onnipresente nella Repubblica Democratica Tedesca (RDT) apparentemente significava una totale parità tra i sessi. Scrittori affiliati al marxismo come Friedrich Engels, August Bebel e Clara Zetkin avevano scritto del ruolo di sfruttamento di genere attuato dal capitalismo. 
In RDT v'era poca coscienza pubblica di conflitto tra i sessi, anche se i diritti delle donne finirono con l'essere discussi da alcuni gruppi di attivisti sempre sotto la diretta sorveglianza da parte della Stasi.
La linea ufficiale nel corso degli anni '60 e '70 è stata quella che il movimento femminista occidentale "odiava gli uomini". Le donne nell'RDT ebbero la fama di avere un sistema di vita più faticoso rispetto alle loro controparti in RFT, per tutta una serie di motivi; oltre ad una formale settimana lavorativa più lunga per i lavoratori della RDT, le donne eseguivano anche i tre quarti del lavoro domestico e dell'accudimento dei figli. Poche persone possedevano un'automobile e, assieme alla carenza di prodotti e alle lunghe file fatte per approvvigionarsi, occupavano una spesa maggiore in termini di tempo.
Anche se gli uomini avevano diritto ad un anno di congedo parentale dopo la nascita di un figlio, questo fatto non è stato effettivamente sfruttato. 
Dal 1970 in poi alcuni scrittori osservarono che i ruoli sociali delle donne erano in ritardo rispetto al loro status giuridico ed economico; le donne iniziarono così a ricevere l'estensione del congedo di maternità retribuito in forme assai generose rispetto agli standard occidentali.

## Femminismo in Germania dopo la Riunificazione
All'inizio del XXI secolo le questioni di intersezionalità tra i diversi gruppi sociali hanno guadagnato l'attenzione di un numero sempre maggiore di femministe e di altri riformatori sociali sia in Germania sia all'estero. Dopo decenni di spinte volte ad un maggior riconoscimento giuridico in qualità di cittadine a pieno titolo i Gastarbeiter (lavoratori ospiti) e i loro figli (spesso nati e cresciuti in territorio tedesco) hanno vinto con alcune riforme a livello nazionale alla fine degli anni '90.
Durante questo periodo i gruppi per i diritti delle donne non hanno fatta propria, in generale, la questione delle lavoratrici ospiti in quanto causa femminista. Vi sono stati casi sporadici di gruppi per i diritti delle donne che hanno espresso il loro sostegno al diritto di voto per le lavoratrici straniere domiciliate in Germania e di aver incluso i diritti di quelle altre donne nel progetto di legge governativo del 1998 sui lavoratori ospiti.
Il femminismo in rete, dove gli attivisti per i diritti femminili comunicano e organizzano utilizzando i social media, è una tendenza in rapida espansione soprattutto tra le femministe più giovani. 
L'organizzazione femminista ucraina FEMEN, istituita nel 2008, si è diffusa anche in Germania a partire dal 2013, con sezioni fondate a Berlino e ad Amburgo. Twitter è diventato il mezzo di proteste di massa contro le tipologie più comuni di molestie sessiste. Utilizzando Hashtag più di 100.000 messaggi sono stati inviati per protestare contro le esperienze personali di molestie subite, provocando una sensibilizzazione al problema e generando una copertura di stampa nazionale e internazionale.
La rappresentanza femminile nel governo e nella forza lavoro ha compiuto progressi significativi nei primi anni del XXI secolo. La cancelliera tedesca Angela Merkel ha stabilito un suo ruolo chiave all'interno della politica europea. Ma il periodo di tempo in cui Merkel è rimasta in carica non è stato scevro di controversie relative alla legislazione sui diritti delle donne.
Nel 2013 Merkel si oppone ad una proposta dell'Unione europea di introdurre il 40 per cento delle quote femminili nei consigli esecutivi in tutte le società quotate in borsa con più di 250 dipendenti entro il 2020, sulla base del fatto che si trattava di una violazione degli affari degli Stati membri. 
Il ministro tedesco del Lavoro, Ursula von der Leyen, una sostenitrice della quota in Germania, ha ricevuto un ordine scritto da Merkel a "mandare da parte del suo ministero un'obiezione alla direttiva UE, in modo che il gabinetto avrebbe così potuto presentare un volto unitario della Germania ai funzionari dell'UE".
Tuttavia nel marzo 2015, in parte grazie al Partito Socialdemocratico di Germania (SPD), viene vinta la battaglia sulle quote femminili. Una nuova legge richiede ora a circa 100 aziende di nominare delle donne, con il 30 per cento dei loro seggi nel consiglio di sorveglianza a partire dal 2016. Inoltre 3.500 aziende sono tenute a presentare piani per aumentare la quota femminile nelle posizioni di vertice.

### Storiografia
- Hagemann, Karen, and Jean H. Quataert, eds. Gendering Modern German History: Rewriting Historiography (2008)
- Karen Hagemann, From the Margins to the Mainstream? Women's and Gender History in Germany, in Journal of Women's History, vol. 19, n. 1, 2007,  pp. 193-199, DOI:10.1353/jowh.2007.0014.